# Nova Borba
Nova Borba (v srbské cyrilici Нова Борба) byl deník, který vydávali členové informbyrovské emigrace v Praze. Jednalo se o jugoslávské občany, kteří po roztržce mezi Titem a Stalinem nesouhlasili s odklonem země od Moskvy a utekli buď do SSSR, nebo do zemí východního bloku. Hlavní osobou, která stála za novinami, byl Slobodan Ivanović, vlivný člen emigrace.
Názvem deník odkazoval na noviny vydávané jugoslávskými komunisty, odlišoval se ovšem adjektivem „nová“ (původní deník považovali zakladatelé nových novin za zrádce myšlenek revoluce). Již na hlavní straně byla zdůrazněna komunistická hesla, jako např. „Proletáři všech zemí, spojte se“, či „Pod praporem internacionalismu“. První číslo Nové Borby vyšlo 25. září 1948, jen několik měsíců po vypuknutí „války slov“ mezi Bělehradem a Moskvou. V novinách vycházely články ostře napadající jugoslávskou formu socialismu a přebíraly je i některé další československé sdělovací prostředky, pro který byly cenným materiálem v propagandistickém boji.
Noviny byly pašovány jako ilegální tiskoviny do samotné Jugoslávie. Tamním režimem byly články z těchto novin označeny za „pomlouvačné pamflety“, a jejich autoři jako „zrádci“, nebo „dezertéři“ své země. Jugoslávská ambasáda v Praze oficiálně proti těmto novinám protestovala. Za odpovědnou za takový stav označil Bělehrad (a také sám Tito) československou vládu.